# Basisregistratie
Het Nederlandse kabinet heeft een aantal registraties aangewezen, waarvan de Nederlandse overheid meent dat daarin betrouwbaar alle vitale gegevens over burgers, bedrijven en instellingen gecentraliseerd kunnen worden opgeslagen. De verantwoordelijken voor het stelsel gaan ervan uit dat deze zogeheten "authentieke gegevens" een dermate hoge kwaliteit zullen hebben, dat de overheid deze gegevens zonder enig verder onderzoek in haar werk zal kunnen gebruiken. Een van de meest belangrijke concepten achter dit idee is de verplichte terugmelding. Op het moment dat een afnemer van gegevens uit een basisregistratie twijfelt aan de betrouwbaarheid van de gegevens mag er van worden afgeweken mits deze twijfel, over de betrouwbaarheid van de gegevens, is teruggemeld aan de bronhouder van de gegevens. De gegevens krijgen een aantekening en de bronhouder zal vervolgens een onderzoek instellen. Op deze manier wordt er een zelfreinigend systeem gecreëerd.
De verantwoordelijkheid voor de ontwikkeling van het stelsel voor basisregistraties ligt bij de minister van Binnenlandse Zaken en Koninkrijksrelaties. De basisregistraties zijn onderdeel van de generieke digitale infrastructuur.

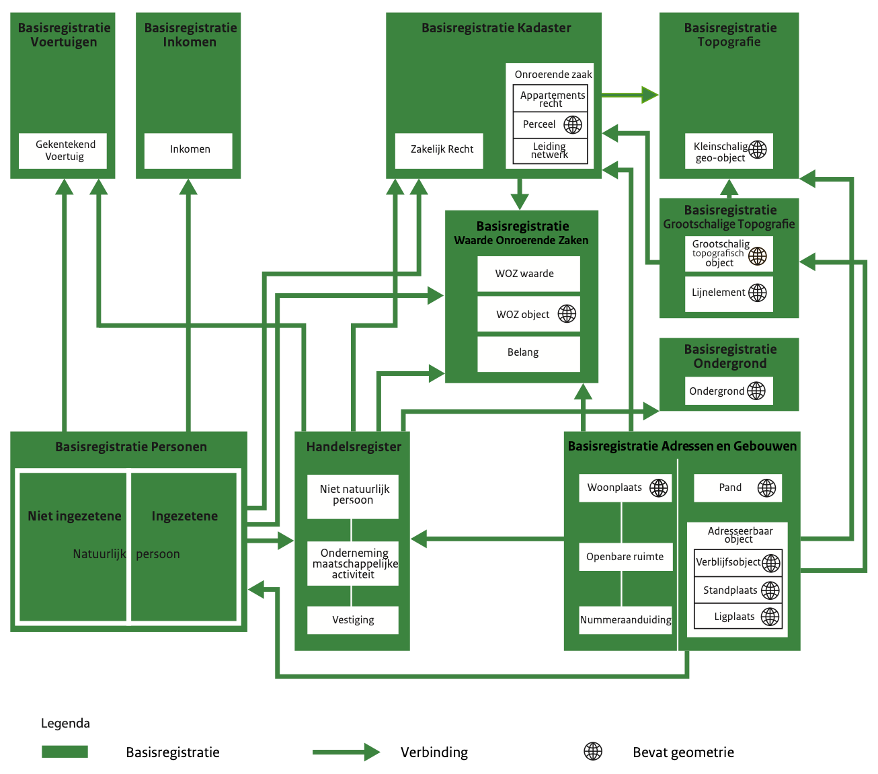
Het Stelsel van basisregistraties.

## Het stelsel van basisregistraties
Het stelsel bestaat uit
- BRP - Basisregistratie Personen (voorheen: GBA Gemeentelijke Basisadministratie Persoonsgegevens en RNI Registratie Niet-Ingezetenen)
- BAG - Basisregistratie Adressen en Gebouwen
- BRI - Basisregistratie Inkomen
- BRK - Basisregistratie Kadaster
- BRT - Basisregistratie Topografie
- BGT - Basisregistratie Grootschalige Topografie (voorheen:GBKN Grootschalige Basiskaart van Nederland)
- BRO - Basisregistratie Ondergrond
- BRV - Basisregistratie Voertuigen
- HR - Handelsregister
- WOZ - Basisregistratie Waarde Onroerende Zaken

## Doel
De naar buiten gebrachte bedoeling is:
- de bestrijding van rampen of fraude
- burgers en bedrijven hoeven niet telkens opnieuw hun gegevens te verstrekken
- het besparen van kosten door minder beheerskosten

### Genoemde voordelen
Het voordeel voor de overheid is:
- dat de officiële gegevens slechts op één plek zijn te vinden, dat er niet meerdere administraties van dezelfde gegevens naast elkaar bestaan
- door de registraties aan elkaar te koppelen de overheid altijd snel over voldoende betrouwbare en actuele gegevens kan beschikken.

### Kritiek
- In de voorlichting met betrekking tot het stelsel van basisregistraties benadrukt de overheid alleen het voordeel dat het koppelen van alle gegevens de burger brengt. Over de nadelen en gevaren wordt gezwegen.[2] Zo zijn door de invoering van de AVG de privé-adressen van functionarissen niet langer openbaar, wat een beperking van de onderzoeksmogelijkheden oplevert.[3]
- Wanneer er grote hoeveelheden gegevens centraal opgeslagen, gekoppeld en ontsloten worden biedt dat grote voordelen. Deze voordelen gelden echter niet alleen voor partijen die goede bedoelingen hebben. Ook kwaadwillenden kunnen, wanneer zij zichzelf toegang weten te verschaffen tot een van deze informatiebronnen, hier van profiteren. Dit betekent dat er grote investeringen gedaan (zouden) moeten worden in de beveiliging van deze gegevens. Ondanks de investeringen zal er altijd een risico bestaan dat kwaadwillige derden zich, ondanks de beveiligingsmaatregelen, toegang weten te verschaffen tot deze belangrijke en waardevolle gegevens.[bron?]

## Verantwoordelijke ministeries
Voor elke basisregistratie is slechts één enkele organisatie verantwoordelijk.

### BZK
Het ministerie van Binnenlandse Zaken en Koninkrijksrelaties is verantwoordelijk voor de natuurlijke personen in de
- Basisregistratie Personen (BRP), bestaand uit:
  - de basisregistratie voor ingezetenen, met de gemeenten als basisregistratiehouders
  - Registratie Niet-Ingezetenen (RNI).
- Basisregistraties Adressen en Gebouwen (BAG) bestaand uit
  - Basisgebouwenregistratie (BGR) en
  - Basisregistratie Adressen (BRA),
- Basisregistratie Topografie (BRT),
- Basisregistratie Kadaster (BRK),
- Basisregistratie Grootschalige Topografie (BGT) (voorheen GBKN,
- Basisregistratie Ondergrond (BRO).

Ook is het ministerie verantwoordelijk voor het stelsel als geheel.

### EZK
Het ministerie van Economische Zaken en Klimaat is verantwoordelijk voor het
- Handelsregister (NHR).
- De uitvoering gebeurt door de Nederlandse Kamer van Koophandel.

### Financiën
Het ministerie van Financiën is verantwoordelijk voor de
- Basisregistratie Inkomen (BRI) en de
- Basisregistratie Waarde Onroerende Zaken (WOZ).

### I&W
Het ministerie van Infrastructuur en Waterstaat is verantwoordelijk voor de
- Basisregistratie Voertuigen (BRV).